# Вонс, Мирта
Мирта Жюдит Вонс (исп. Mirta Judith Wons; 12 марта 1965, Буэнос-Айрес) — аргентинская актриса кино, театра и телевидения.

## Биография
Родилась в 1965 году в Буэнос-Айресе, столице Аргентины. В её роду были польские евреи (бабушка и дедушка), которые эмигрировали из Польши во время Второй мировой войны. 
После  окончания средней школы  Мирта работала воспитателем в детском саду. В то же время она всерьёз увлеклась театром. Обучалась актёрскому мастерству у популярного актёра и педагога Уго Мидона  (1944 — 2011). Продолжая обучение, Мирта Вонс успела поработать няней, секретарём в школе, продавцом бижутерии. Занималась на курсах  танцев, музыкальной комедии, акробатики и пения.
В 1997 году дебютировала в профессии в театральной  постановке Мидона  «Стэн и Оливер». На телевидении её дебют состоялся годом спустя. Актриса сыграла небольшую роль горничной, даже не отмеченную в титрах, в сериале «Крылья, власть и страсть».
Сестра  Мирты   Вивиана — диетолог и телеведущая. Сама Мирта принимала участие в телешоу, посвящённому кардинальной смене имиджа, на котором похудела на 40 килограммов.
В 2012 году вследствие затяжной депрессии Мирта оказалась в психиатрической клинике. По сообщению журналиста Хорхе Риаля, она пыталась покончить с собой.
Наибольшую известность Мирте принесла роль гувернантки Ольги в молодёжном телесериале «Виолетта».

## Избранная фильмография
- Крылья, власть и страсть (1998) — Марта (нет в титрах)
- Мятежный дух (2002 — 2003) — Моника
- Бунт пернатых (2010) — Либия (озвучка)[3]
- Счастливчик Люк (2009) — миссис Флимси
- Флорисьента (2004) — Беба Торрес-Овьедо
- Виолетта (2012 — 2015) — Ольга Патрисия Пенья
- Я Луна (2016) — Ольга Патрисия Пенья

## Награды и номинации
Премия ACE
- 1997 / 1998: Лучшая новая актриса в театральной постановке («Девять») — награда за роль проститутки Сараджины

Премия Тринидад Гевары
- 1998: Лучшая новая актриса в театральной постановке («Девять») —  номинация

Премия Кондор де Плата общества кинокритиков Аргентины
- 1999: Лучшая новая звезда («Дилетант») —  номинация